# Xã Brown, Quận Lycoming, Pennsylvania
Xã Brown (tiếng Anh: Brown Township) là một xã thuộc quận Lycoming, tiểu bang Pennsylvania, Hoa Kỳ. Năm 2010, dân số của xã này là 96 người.